# 水野葉舟

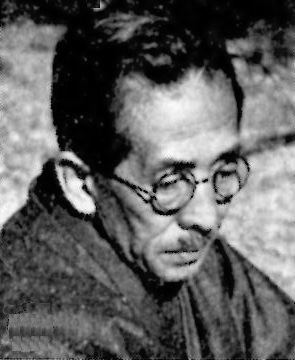
水野葉舟

水野 葉舟（みずの ようしゅう、1883年4月9日 - 1947年2月2日）は、日本の詩人、歌人、小説家、心霊現象研究者。本名は盈太郎（みちたろう）。別号蝶郎。
東京府生まれ。新詩社に入り、詩文集『あららぎ』、窪田空穂との合著歌集『明暗』で登場。『微温』、小品集『草と人』などで自然主義文学に独自の地位を占めた。のち、千葉県三里塚で半農生活に入った。建設大臣などを務めた水野清は次男。

## 略歴
東京下谷区仲御徒町生まれ。父は農商務省の官吏。父の転任で1891年（明治24年）から福岡で暮らし、1900年（明治33年）に東京に戻る。福岡県立豊津中学校（現・福岡県立育徳館中学校・高等学校）卒業。
中学時代から詩作を行っていたが、上京して与謝野鉄幹に師事し、水野蝶郎名義で新進詩人として知られる。この頃、高村光太郎、窪田空穂とも知り合い、特に高村とは終生の友となった。
1901年（明治34年）には早稲田大学高等予科に進学。しかし、鳳晶子との仲を疑われ、鉄幹から破門される。やはり新詩社をはなれた窪田が発行した雑誌『山比古』に参加。1902年（明治36年）には早稲田大学経済科に進学。
在学中に植村正久から洗礼を受けキリスト教徒となり、1904年（明治38年）に大学卒業。卒業後しばらくは詩作を続けるが、やがて「水野葉舟」名で「小品文」とよばれる小説作品を発表。自然主義文学の若手作家として名声を高めた。
しかしやがて、怪談・怪異譚の収集、心霊研究に熱中しはじめ、心霊文献の翻訳や、収集した怪異譚を多数発表。1905年には早稲田大学在学中の佐々木喜善（当時は、「佐々木鏡石」名での若手作家であった）と知り合い、彼が語る遠野地方の物語を、「怪異譚」としてとらえて熱中する。
1907年（明治41年）には文学者のサロン「龍土会」で柳田國男とも出会い、怪談への嗜好にはさらに拍車がかかっていく。当時は欧米のスピリチュアリズムの影響を受けた、文壇あげての「怪談ブーム」でもあり、同1907年11月には佐々木を柳田宅に連れてゆき引き合わせ、3人は怪談話で盛り上がった。1908年（明治42年）3月には柳田の訪問に5ヶ月先立って、遠野の佐々木宅を訪問し、現地での体験・見聞を小説化している。
さらに、1922年（大正11年）には、野尻抱影とともに「日本心霊現象研究会」を創設。また、野尻とともに、新光社から「心霊問題叢書」と銘打って、海外の心霊研究資料を翻訳刊行した。
その一方でローマ字普及運動にもかかわり、1919年（大正9年）にはローマ字詩集『SUNA』を刊行。また、「ローマ字ひろめ会」の理事、評議員などを歴任した。
また、トルストイの思想に共鳴して、1924年（大正13年）千葉県印旛郡駒井野（現在は成田市）に三千坪の畑地を購入し、妻子とともに半農生活を送る。また、同地方の自然、民俗、方言などの研究も行った。
和歌の弟子としては、黒田忠次郎などがいる。
1947年（昭和22年）に、63歳で死去。

## 家族
- 父・水野勝興（1857年生） - 東京府士族水野勝智の二男[2]。沼津兵学校資業生を経て熊谷県の暢発学校の教員ののち、塚本明毅に師事し、就学生の監督を務める[2][3]。その後農商務省に出仕したが上司の高橋新吉が興した九州鉄道に1888年に転職、1900年には高橋が総裁の日本勧業銀行に移り、1914年に同行監査役となった[2][4][5]。息子・葉舟の友人だった高村光太郎を支援し、光太郎による肖像画が遺されている[6]。
- 母・実子（1862年生） - 夫と同様、高村光太郎による肖像画があり、損保ジャパン東郷青児美術館に所蔵されている。
- 妹・かね（1886年生） - 属最吉の妻[2]
- 前妻・千恵子（1887-1915） - 丸毛利恒の娘[5]。葉舟の父に結婚を反対され、婚前に長女・実子を出産。4人の子を生すが難産がもとで死去[5][7]。義兄（姉の夫）に佐々木指月、古河電気工業専務の荻野元太郞[8][9]
- 後妻・文子 - 画家・伊藤直臣の妹[7]。2児を儲けたが田舎暮らしに耐えきれず子を連れて1933年より別居[5]。
- 内妻・宮本満寿（-1948） - 1937年に女児を出産[5]。葉舟没後妻の文が家に戻ったため、子を連れて実家に戻り、1年後死去[10]。
- 二男・水野清 - 文との子
- 養女・実子（1905年生） - 戸籍では長山一郞の長女[2]。尾崎喜八の妻[11]。

## 著書
- 明暗 窪田空穂 金曜社 1906.7
- あらゝぎ 金曜社 1906.7
- 響 新潮社 1908
- 悪夢 白光社 1909.6
- 日記文 文栄閣 1910.11
- 愛の書簡 春秋社 1910.5
- 葉舟小品 隆文館 1910
- 小品作法 文栄閣 1911.7
- 山上より 春陽堂 1911
- 壁画 春陽堂 1911.4
- 妹に送る手紙 実業之日本社 1912
- 女子作文全書 国民書院 1913
- 小品文練習法 新潮社 1915
- 一日一信 一年間の手紙の実例 阿蘭陀書房 1916
- 若き婦人に送る書 現代出版社 1917
- 現代文章作法 莫哀社 1917
- 古今名家書翰集 大日本書翰学会出版部 1917
- 自然の心 阿蘭陀書房 1917
- 手紙の書き方 阿蘭陀書房 1917
- 代表的の美文 アルス 1917
- 模範の日記文 アルス 1917
- 新書簡文作法 止善堂書店 1918
- 紀行文作法 春陽堂 1919
- 四季の文章修行 博文館 1920
- 果のなる木 研究社 1921（中学生叢書）
- 綴方教育に就いて 現代日本の研究 新更会刊行部 1932
- 村の無名氏 人文書院 1936
- アメリカの読本 春陽堂 1936（少年文庫）
- フランスの読本 春陽堂 1936（少年文庫）
- 滴瀝 歌集 草木屋出版部 1940.9
- 食べられる草木 月明会出版部 1942-43
- 鄰人 今日の問題社 1943
- 明治文学の潮流 紀元社 1944.9

## 翻訳
- 幽霊の存在 ヰリヤム・エフ・バーレツト 新光社 1922（心霊問題叢書 第5巻）
- 小公子 フランシス・エリザ・ホジスン・バーネツト 誠文堂書店 1923
- 生と死 モーリス・メーテルリンク 新光社 1923 （心霊問題叢書 第2巻）
- 狐の紺太 バーケス 平凡社 1932 （世界家庭文学全集）

## 復刻
- 草と人 水野葉舟選集刊行会 1974
- 明治文学の潮流 日本図書センター 1983（明治大正文学回想集成）
- 沼の思ひ出 葉舟会 1984（水野葉舟資料 1）
- 三里塚散歩 葉舟会 1985（水野葉舟資料 2）
- 遠野へ 葉舟会 1987（水野葉舟資料 3）
- 下総開墾 葉舟会 1988（水野葉舟資料 4）
- 遠野物語の周辺 横山茂雄編 国書刊行会 2001
- 葉舟小品 佐藤浩美編 三恵社 2018

## 参考資料
- 水野葉舟『遠野物語の周辺』（国書刊行会）収録の横山茂雄による解題「怪談への位相」。